# 土屋秀宇
土屋 秀宇（つちや ひでお、1942年-）は、日本の教育者。現在、NPO法人日本幼児教育振興會副理事長。國語問題協議會評議員、漢字文化振興協会理事、教師塾「まほろばの会」講師、「漢字楽習の会・子供達に美しい日本語を伝へる会」主宰。日本テレビ「世界一受けたい授業」にも出演していた。

## 略歴
- 昭和17年：千葉県生まれ
- 昭和40年：千葉大学教育学部英語学科卒業
- 平成15年：定年退職
- 平成16年：石井勲の跡を継いで、日本漢字教育振興協會理事長。
- 平成17年：世田谷区日本語教育特区「美しい日本語を世田谷の学校から」の小学校作業部会長として、教科書『日本語』の作成に携る。

## 受賞
- 平成6年：第43回讀賣教育賞
- 平成19年：第2回白川静記念東洋文字文化賞

## 著書
- 「学校では教えてくれない　日本語の秘密」（芸文社、2005年）
- 「石井式　なるほど！漢字ワールド」（PHP、2006年）
- 「子供と声を出して読みたい美しい日本の詩歌」（致知出版社、2011年）

## 出演
- 「世界一受けたい授業～なるほど！ザ漢字ワールドSP 知れば楽しい！頭スッキリ漢字のルーツ～」（日本テレビ、2008.01.12）
- 「世界一受けたい授業～なるほど！ザ漢字ワールド 見れば納得！ビジュアル漢字＾」（日本テレビ、2007.08.25）
- 「世界一受けたい授業～なるほど！ザ・漢字ワールド 太平洋の太はなぜ大ではダメなのか？～」（日本テレビ、2007.07.07）[3]